# Miguel Roncato
Miguel Roncato (Nova Prata, 24 de março de 1993) é um ator brasileiro.

## Carreira
Possui ascendência italiana por parte da avó. Aos 13 anos, em busca de profissionalização, foi morar em  @rio de janeiro Debutou na televisão em poder paralelo na Record primeiramente em 2009, e em 2010 sua primeira novela na globo em  Passione, novela da Rede Globo. Foi o vencedor da oitava edição da Dança dos Famosos, reality show exibido dentro do Domingão do Faustão. Na sequência esteve em Cheias de Charme e Geração Brasil. Em 2018,  fez parte do elenco da 1° Fase da novela Jesus da Record TV como Herodes Antipas. Em 2019 é escalado para Topíssima como o advogado Bruno, que vive na favela do Vidigal e esconde grandes segredos.

## Filmografia

### Televisão
| Ano       | Título                 | Personagem                   | Notas                                |
| --------- | ---------------------- | ---------------------------- | ------------------------------------ |
| 2009      | Poder Paralelo         | Guri (jovem)                 |                                      |
| 2010      | Passione               | Alfredo Mattoli              |                                      |
| 2011      | Dança dos Famosos      | Participante                 | Temporada 8                          |
| 2011      | Insensato Coração      | Gilvan                       | Episódios: "26 de julho–4 de agosto" |
| 2012      | Cheias de Charme       | Samuel Mariz Motta           |                                      |
| 2014      | Geração Brasil         | Danilo Pinto Marra           |                                      |
| 2017      | Apocalipse             | Felipe Santero (jovem)       | Episódios: "21–30 de novembro"       |
| 2018      | Jesus                  | Herodes Antipas (jovem)      | Episódios: "24–30 de julho"          |
| 2019      | Topíssima              | Bruno Lopes                  |                                      |
| 2023      | Todo Dia a Mesma Noite | Felipe Campos Jr (Felipinho) | Episódio: "1"                        |
| 2024      | Senna                  | Reginaldo Leme               |                                      |
| 2024-2025 | Reis                   | Elá                          | Temporada: "A Emboscada"             |

### Cinema
| Ano  | Título                | Personagem |
| ---- | --------------------- | ---------- |
| 2015 | Punhal                | Kalki      |
| 2017 | O Tempo de um Cigarro | Pedro      |

### Internet
| Ano  | Título                 | Personagem |
| ---- | ---------------------- | ---------- |
| 2016 | A Lenda do Mão de Luva | Caju       |

## Teatro
| Ano     | Título              | Personagem |
| ------- | ------------------- | ---------- |
| 2007    | Dois de Brincadeira | André      |
| 2008    | Habitante de Mim    | Pedro      |
| 2009    | Quem sou Eu?        | Eu         |
| 2011–12 | Rádio Nacional      | Gustavo    |
| 2014–15 | A-Traídos           | Jonas      |

## Prêmios e indicações
| Ano  | Prêmio                            | Categoria               | Produção | Resultado |
| ---- | --------------------------------- | ----------------------- | -------- | --------- |
| 2010 | Melhores do Ano (Rede Globo)      | Melhor Ator Revelação   | Passione | Indicado  |
| 2010 | Prêmio Quem (Revista Quem)        | Melhor Ator Coadjuvante | Passione | Indicado  |
| 2010 | Prêmio Arte Qualidade Brasil (SP) | Melhor Ator Revelação   | Passione | Indicado  |